# Formica
Formica je rod mravenců z čeledi mravencovití (Formicidae), podčeledi Formicinae, který je rozšířen v holoarktické oblasti. Větší počet druhů se vyskytuje v nearktické oblasti a jen menší počet v oblasti palearktické.
Do rodu Formica je zařazeno více než 150 druhů, které vytvářejí sociální společenstva – kolonie, ve kterých žijí 3 kasty mravenců: neplodné samičky (dělnice), plodné samičky (královny) a samci. Kolonie mohou být buď monogynní (s jednou královnou) nebo polygynní (s více královnami). Dělením velkých polygynních hnízd mohou vznikat.velké mnohohnízdní (polykalické) kolonie. Mnohé druhy mravenců rodu Formica jsou hojné, mají velký areál rozšíření a mohou významně působit na některé funkce svých ekosystémů, např. ovlivňovat složení společenstev bezobratlých, šířit semena rostlin nebo měnit fyzikální, chemické a biologické vlastnosti půdy. Konzumují především živočišnou potravu a energeticky vydatné výměšky mšic (tzv. medovici), v menší míře i rostlinnou potravu.
Mravenci rodu Formica mají četné společné morfologické znaky, ale v typech osidlovaných biotopů, a zejména pak ve způsobu života, jsou mezi nimi výrazné rozdíly. Na základě těchto rozdílů byly evropské druhy rozděleny do čtyř poddruhů: Serviformica, Raptiformica, Coptoformica a Formica s. str.

## PodrodServiformica
Zástupci podrodu Serviformica se četně vyskytují v nejrůznějších biotopech všech výškových stupňů, nevyhýbají se ani lidským sídlům a obývají dokonce i rozsáhlé lány orné půdy. Mraveniště si budují zpravidla v zemi a pod kameny, méně často ve shnilém dřevě, pod odumřelou kůrou, ve zdivu nebo skalních spárách.
Jak už název napovídá, mravenci tohoto podrodu slouží jiným druhům mravenců jako pomocníci při zakládání jejich vlastních kolonií. Samičky tohoto podrodu jsou jediné z rodu Formica, které jsou schopné samostatně založit novou kolonii. Zakládání kolonie probíhá v malém uzavřeném prostoru, nejčastěji ve skulině pod kamenem nebo v zemi. Čerstvě oplodněná samička zde naklade vajíčka a bez opuštění hnízda sama vychová první dělnice. Ty se pak už starají o další rozvoj kolonie. A mladé samičky ostatních druhů rodu Formica, které schopnost samostatného založení kolonie nemají, vnikají do mravenišť těchto tzv. otročících mravenců a po usmrcení královny zakládají s pomocí osiřelých dělnic vlastní kolonie.
Typickým a velmi rozšířeným představitelem podrodu Serviformica je mravenec otročící (Formica fusca). Určitou raritou je mravenec rašelinný (Formica picea), který žije na rašeliništích a hnízda si vytváří v bultech rašeliníku.
V České republice žije osm zástupců podrodu Serviformica.

## PodrodRaptiformica
Z názvu podrodu je patrné, že se jedná o loupeživé mravence (lat. raptor je lupič, únosce). Tito mravenci rovněž využívají hnízda mravence podrodu Serviformica k založení nové kolonie, ale kromě toho je využívají i zcela specifickým způsobem. Loupeživí mravenci z již existující kolonie unášejí kukly z blízkých mravenišť otročících mravenců. Kukly jim slouží nejen jako potrava, ale i jako zdroj dalších dělnic. Dělnice vylíhlé z donesených kukel se stávají řádnými členy společenstva a plní všechny obvyklé úkony, včetně péče se o potomstvo otrokářů. Dělnice otročících mravenců ale nejsou přítomny ve všech koloniích loupeživých mravenců, protože o potomstvo se dokážou samostatně postarat i jejich vlastní dělnice a další kolonie mohou vznikat dělením mateřské kolonie.
V České republice žije jediný zástupce podrodu Raptiformica, a to mravenec loupeživý (Formica sanguinea). Tento mravenec hnízdí většinou pod kameny či v pařezech a je poměrně běžným druhem.

## PodrodCoptoformica
Mravenci podrodu Coptoformica žijí prakticky v celé palearktické oblasti, ale jejich výskyt je v mnoha oblastech pouze lokální. Osidlují osluněné nezarůstající biotopy od nížin až do vysokých hor a jejich charakteristickým znakem je stavba mravenišť z malých kousků rostlinného materiálu, především z trav. S tím souvisí i jejich společný morfologický znak, a to poměrně hluboké vykrojení v týlní části hlavy. Vznik postranních výběžků hlavy je důsledkem prodloužení svalstva kusadel, díky němuž je prokazatelně zvětšena kousací síla potřebná k překusování stébel trav. Dalším společným znakem všech druhů podrodu Coptoformica je sociálně parazitické zakládání kolonií u hostitelských druhů podrodu Serviformica. Časté je ale i zakládání nových hnízd dělením polygynních hnízd, čímž mohou vzniknout i rozsáhlé mnohohnízdní komplexy. Typická je i neschopnost osídlovat zcela zastíněná stanoviště, poněvadž na rozdíl od lesních mravenců nedokáže žádný z druhů podrodu Coptoformica zvyšovat hnízdní teplotu produkcí metabolického tepla nezávisle na teplotě prostředí. Z tohoto důvodu mravenci podrodu Coptoformica nežijí v lesních porostech a proto se někdy označují jako nelesní druhy rodu Formica.
V České republice byly dosud zjištěny tři zástupci podrodu Coptoformica, a to mravenec pastvinný (Formica exsecta), mravenec Forelův (Formica foreli) a mravenec pasekový (Formica pressilabris). Výskyt všech tří druhů je vzácný.

## PodrodFormica s. str.
Druhy mravenců zařazených do podrodu Formica s. str. (sensu stricto) obývají většinou lesní porosty a proto se někdy označují jako lesní druhy rodu Formica. Pro stavbu nadzemních kup mravenišť používají převážně jehličí, ale též větvičky, částečky zeminy, kousky pryskyřice apod. Některé druhy jsou velmi hojné s velkým areálem rozšíření. To platí zejména o mravenci lesním (Formica rufa) a mravenci množivém (Formica polyctena), nazývaným též mravenec lesní menší. Oba druhy budují velká mraveniště homolovitého tvaru, ale způsobem jejich zakládání i rozmístěním se liší. U mravence lesního převládají monogynní kolonie a mladé samičky po spářená během svatebního letu zaletují poměrně daleko od mateřského mraveniště a vyhledávají mraveniště otročících mravenců k založení nové kolonie. Mraveniště jsou v tomto případě solitérní a mezi mraveništi jsou poměrně velké vzdálenosti. Naproti tomu mravenec množivý hnízdí převážně polygynním způsobem, samičky se páří na mraveništi, zůstávají v něm a přispívají tak k jeho rozvoji. Dělením velkých mravenišť se pak vytvářejí velké mnohohnízdní kolonie, ve kterých mohou být i stovky mravenišť. Tento druh mravenců tak plní velmi významnou roli při ochraně lesa před hmyzími škůdci.
Dalším hojným druhem tohoto podrodu je mravenec luční (Formica pratensis), který si buduje nízká mraveniště na mezích, lesních okrajích apod. V České republice žije šest zástupců podrodu Formica s. str.

## Přehled mravenců roduFormica
Přehled mravenců rodu Formica zjištěných na území České republiky
Rod: Formica Linnaeus, 1758
Podrod: Serviformica Forel, 1913
- Formica cinerea Mayr, 1853 – mravenec stříbřitý
- Formica clara Forel, 1886 – mravenec ~
- Formica cunicularia Latreille, 1798 – mravenec hladký
- Formica fusca Linnaeus, 1758 – mravenec otročící
- Formica gagates Latreille, 1798 – mravenec lesostepní
- Formica lemani Bondroit, 1917 – mravenec Lémanův
- Formica picea Nylander, 1846 – mravenec rašelinný
- Formica' rufibarbis Fabricius, 1793 – mravenec rudovousý

Podrod: Raptiformica Forel, 1913
- Formica sanguinea Latreille, 1798 – mravenec loupeživý

Podrod: Coptoformica Müller, 1923
- Formica exsecta Nylander, 1846 – mravenec pastvinný
- Formica foreli Bodroit, 1918 – mravenec Forelův
- Formica pressilabris Nylander, 1846 – mravenec pasekový

Podrod: Formica s. str. Linnaeus, 1758
- Formica aquilonia Yarrow, 1955 – mravenec boreální
- Formica lugubris Zetterstedt, 1938 – mravenec podhorní
- Formica polyctena Förster, 1850 – mravenec množivý
- Formica pratensis Retzius, 1783 – mravenec luční
- Formica rufa Linnaeus, 1758 – mravenec lesní
- Formica truncorum Fabricius, 1804 – mravenec pařezový

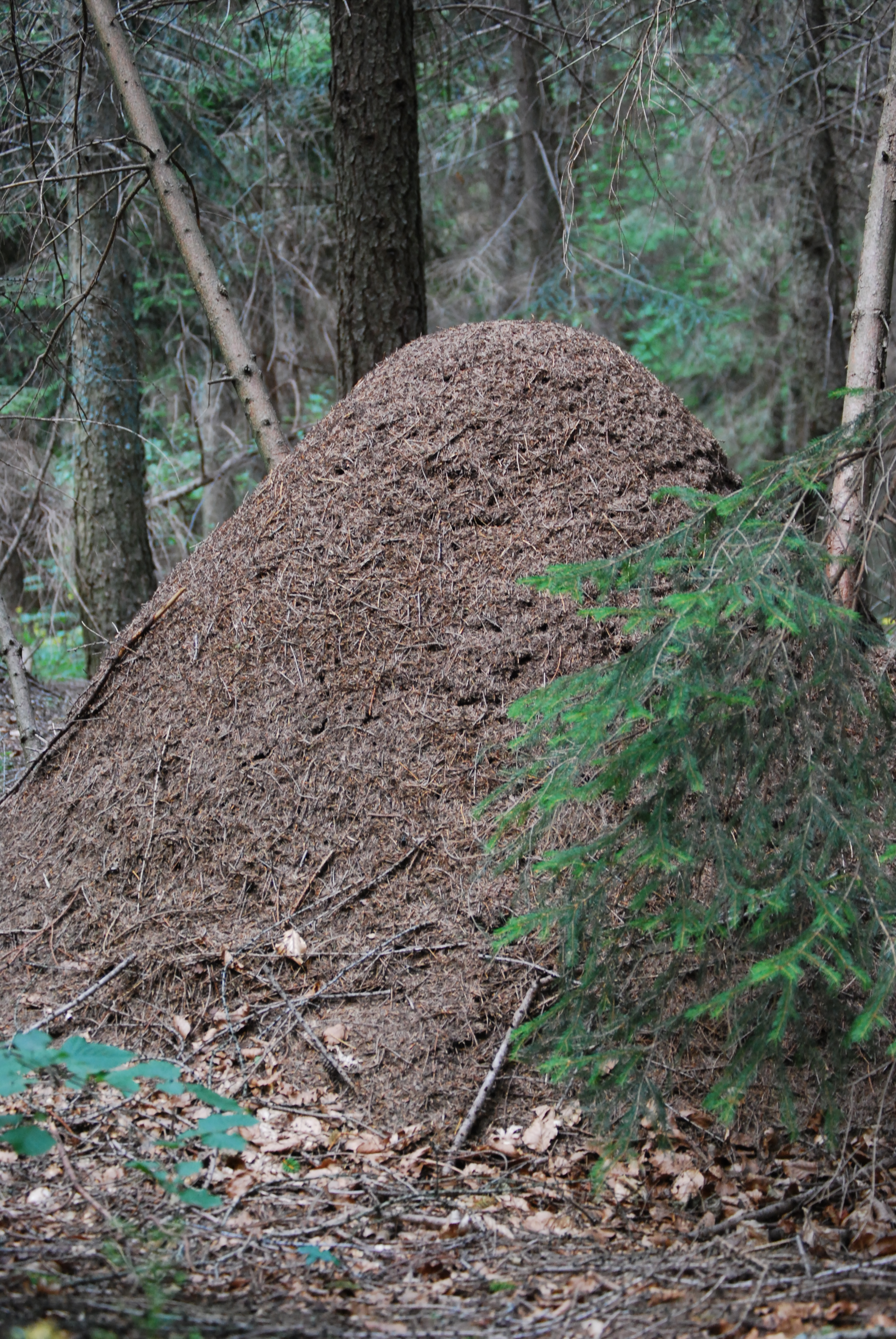
Mraveniště mravence lesního
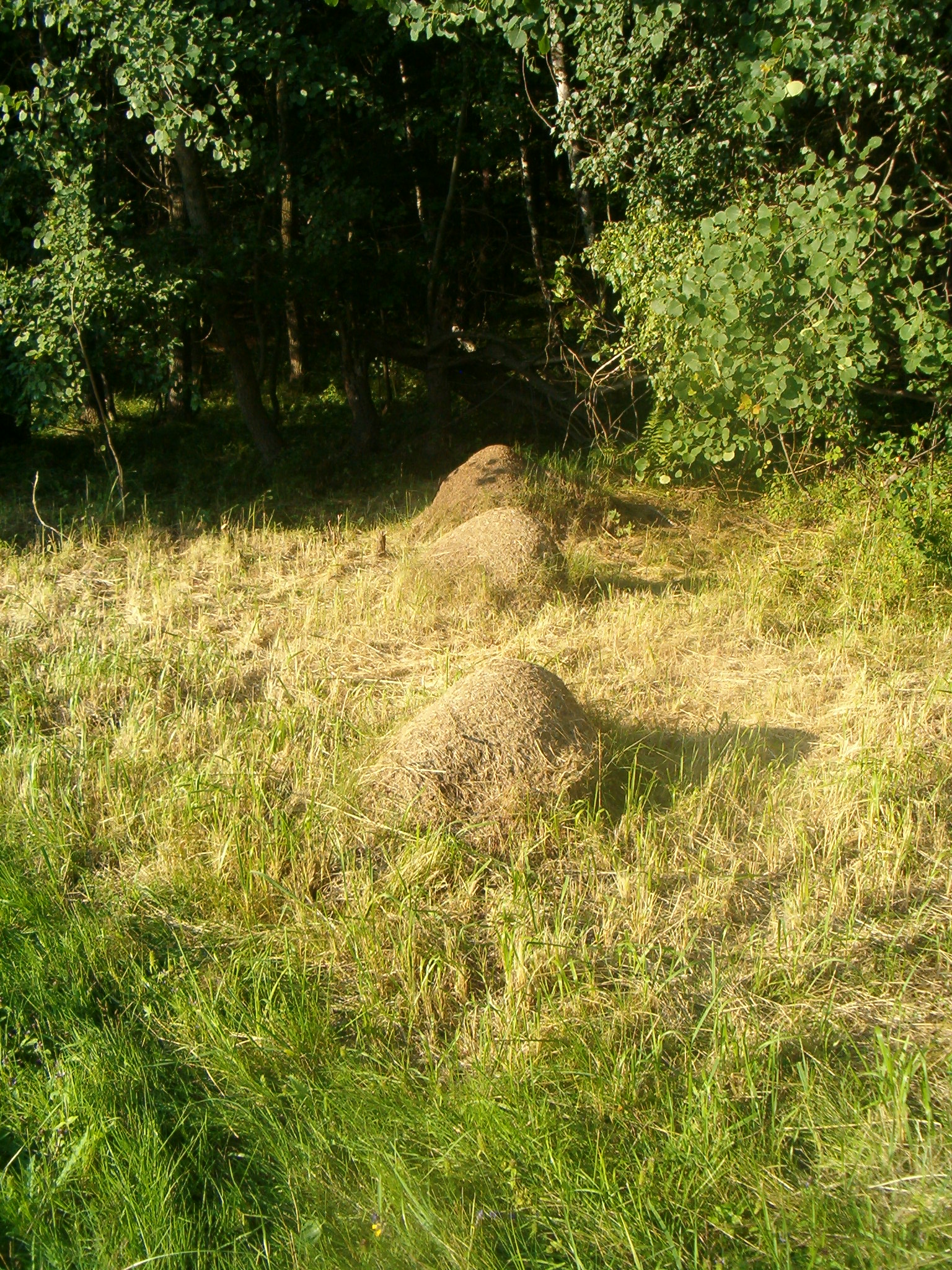
Mraveniště mravence pastvinného